# カリム・メイフィールド
カリム・メイフィールド（Karim Mayfield、1980年12月14日 - ）は、アメリカ合衆国の男性プロボクサー。カリフォルニア州サンフランシスコ出身。

## 来歴
2006年6月23日、オークランドのオラクル・アリーナでデビューを果たし、初回1分0秒TKO勝ちで白星でデビューを飾った。
2007年8月16日、ロサンゼルスのロサンゼルス・メモリアル・スポーツ・アリーナでアレジョ・セプルヴェダと対戦し初回2分46秒TKO勝ち。
2008年3月20日、フランシスコ・サンタナと対戦し6回2-1(56-58、2者が58-56)の判定勝ちを収めるもメイフィールドはキャリア初の苦戦だった。
2009年3月7日、マリオ・アルベルト・ロザーノと対戦し6回3-0(2者が56-55、57-54)の判定勝ち。
2010年3月19日、マリオ・ラモスと対戦し6回2-0(59-55、58-56、57-57)の判定勝ち。
2011年6月17日、元IBF世界スーパーフェザー級王者スティーブ・フォーブスと対戦し最終10回1分3秒TKO勝ち。
2011年10月1日、パトリック・ロペスとNABO北米スーパーライト級王座決定戦を行い10回3-0(99-88、97-90、98-90)の判定勝ちで王座獲得に成功した。
2012年5月18日、ニューヨークのタイムス・ユニオン・センターで18戦全勝のレイモンド・セナーノと対戦し5回47秒TKO勝ちで初防衛に成功した。
2012年10月27日、マウリシオ・ヘレーラと対戦し10回3-0(97-93、96-94、98-92)の判定勝ちで2度目の防衛とNABF北米スーパーライト級指名挑戦権獲得に成功した。
2013年9月28日、1年振りの復帰戦をスタブハブ・センターでクリストファー・フェルナンデスと対戦し8回2分59秒KO勝ち。
2014年3月29日、ニュージャージー州アトランティックシティの ボードウォーク・ホール・ダンスホールでセルゲイ・コバレフVSセドリック・アグリューの前座にてトーマス・ドゥロームと対戦し10回0-3の判定負けを喫した。
2014年7月18日、エマニュエル・テイラーと対戦、8回にダウンを奪うが、10回0-3の判定負けを喫した。
2016年1月30日、1年3ヶ月ぶりの試合をカナダのモントリオールのベル・センターにてセルゲイ・コバレフVSジャン・パスカルの前座でディミトリー・ミケリエンコと対戦し10回0-3の判定負けを喫した。

## 獲得タイトル
- NABO北米スーパーライト級王座